# Culleredo (parroquia)
Culleredo (llamada oficialmente Santo Estevo de Culleredo) es una parroquia y una aldea española del municipio de Culleredo, en la provincia de La Coruña, Galicia.

## Geografía
La parroquia de Culleredo se sitúa en el valle de su nombre, regado por el río Valiñas, con cultivos y una elevada densidad de población diseminada que conforman seis núcleos de población. La parte alta de la parroquia está ocupada por bosque y forma parte del monte de Toroño. La capitalidad del ayuntamiento de Culleredo se sitúa en el núcleo de Tarrío, en esta parroquia.

## Entidades de población
Entidades de población que forman parte de la parroquia:
- Culleredo
- Hermida (Ermida)
- Fontemaior
- Liñares
- Tarrío
- Toroño

## Demografía

### Parroquia
| Gráfica de evolución demográfica de Culleredo (parroquia) entre 2000 y 2019 |
|                                                                             |
| Datos según el nomenclátor publicado por el INE.                            |

### Aldea
| Gráfica de evolución demográfica de Culleredo (aldea) entre 2000 y 2019 |
|                                                                         |
| Datos según el nomenclátor publicado por el INE.                        |